# Leander Van Hautegem
Leander Van Hautegem, né le 9 mars 2003 à Audenarde, est un coureur cycliste belge.

## Biographie
Lors de la saison 2021, Leander Van Hautegem se fait remarquer par ses qualités de grimpeur en terminant quatrième de La Philippe Gilbert Juniors, sixième du Tour du Valromey et huitième de la Classique des Alpes juniors,. L'année suivante, il évolue dans la filiale de Bingoal Pauwels Sauces WB. Il intègre ensuite la nouvelle réserve de l'équipe Soudal Quick-Step en 2023. En parallèle, il ne délaisse pas ses études en suivant des cours de management, lorsqu'il ne participe pas à des compétitions cyclistes. 
En 2024, il s'impose à trois reprises dans des interclubs, en Belgique et aux Pays-Bas. Il finit par ailleurs troisième du Tour du Limbourg, quatrième du Tour Alsace ou encore neuvième de la Ronde de l'Oise. Après ses performances, il signe un premier contrat professionnel en faveur de la structure Bingoal WB, qui fusionnera avec l'équipe continentale Philippe Wagner-Bazin en 2025.

## Palmarès
- 2024
  - Course de côte d'Herbeumont
  - Dwars door Wingene
  - Hel van Voerendaal
  - 3e du Tour du Limbourg